# XXI з'їзд КПРС
XXI з'їзд Комуністичної партії Радянського Союзу — позачерговий з'їзд, скликаний для розгляду і затвердження семирічного плану розвитку народного господарства. Проходив у Москві з 27 січня по 5 лютого 1959 року. На з'їзді були присутні 1261 делегатів, які представляли 7 622 356 членів партії і 616775 кандидатів, а також зарубіжні гості — делегації комуністичних і робочих партій 72 країн.

## Порядок денний
- Про Контрольні цифри розвитку народного господарства СРСР на 1959—1965 роки (доповідач М. С. Хрущов)
- Завершальне слово М. С. Хрущова
- Резолюція по доповіді товариша М. С. Хрущова

## Фрагменти з виступів Микити Хрущова
«У світі немає зараз таких сил, які змогли б відновити капіталізм у наший країні, скрушити соціалістичний табір. Небезпека реставрації капіталізму в Радянському Союзі виключена. Це означає, що соціалізм переміг не тільки повністю, але і остаточно»
«Міжнародний комуністичний рух засудив погляди і політику югославських ревізіоністів… Наша позиція відносно поглядів югославських керівників ясна. Ми її не раз висловлювали зі всією відвертістю. А ось югославські керівники крутять, фальшивлять, біжать від правди… Лідери Союзу комуністів Югославії дуже ображаються, коли ми говоримо їм, що вони сидять на двох стільцях. Вони запевняють, що сидять на своєму, югославському стільці. Але чомусь цей югославський стілець дуже підтримується американськими монополіями!»
«Комуністична партія Китаю висунула в 1957 році завдання перевершити протягом 15 найближчих років Англію за об'ємом виробництва найважливіших галузей промисловості. Народний рух, що широко розвернувся в країні, за здійснення „великого стрибка“ показує, що китайський народ вирішить цю задачу в значно коротші терміни».
«Багато своєрідних форм в будівництві соціалізму застосовує Комуністична партія Китаю. Проте у нас з нею немає і не може бути ніяких розбіжностей… Тому що класовий підхід і класове розуміння у обох партій єдині. Китайська комуністична партія твердо стоїть на класових, марксистсько-ленінських позиціях»
«Тепер наша країна перевершує США і в темпах і в абсолютному щорічному прирості продукції. Ми і крокуємо вчетверо швидше і додаємо щороку продукції більше, — отже, наздоганяти американців тепер набагато легше»

## Рішення з'їзду
Одним з рішень з'їзду був план проведення корінної технічної реконструкції залізничного транспорту, шляхом заміни паровозів економічними локомотивами — електровозами і тепловозами.

## Основний підсумок з'їзду
- Ухвалення семирічного плану розвитку народного господарства на 1959—1965 роки
- Проголошення вступу Радянського Союзу в період розгорненого будівництва комунізму

## В філателії

Поштові марки СРСР, 1959 рік
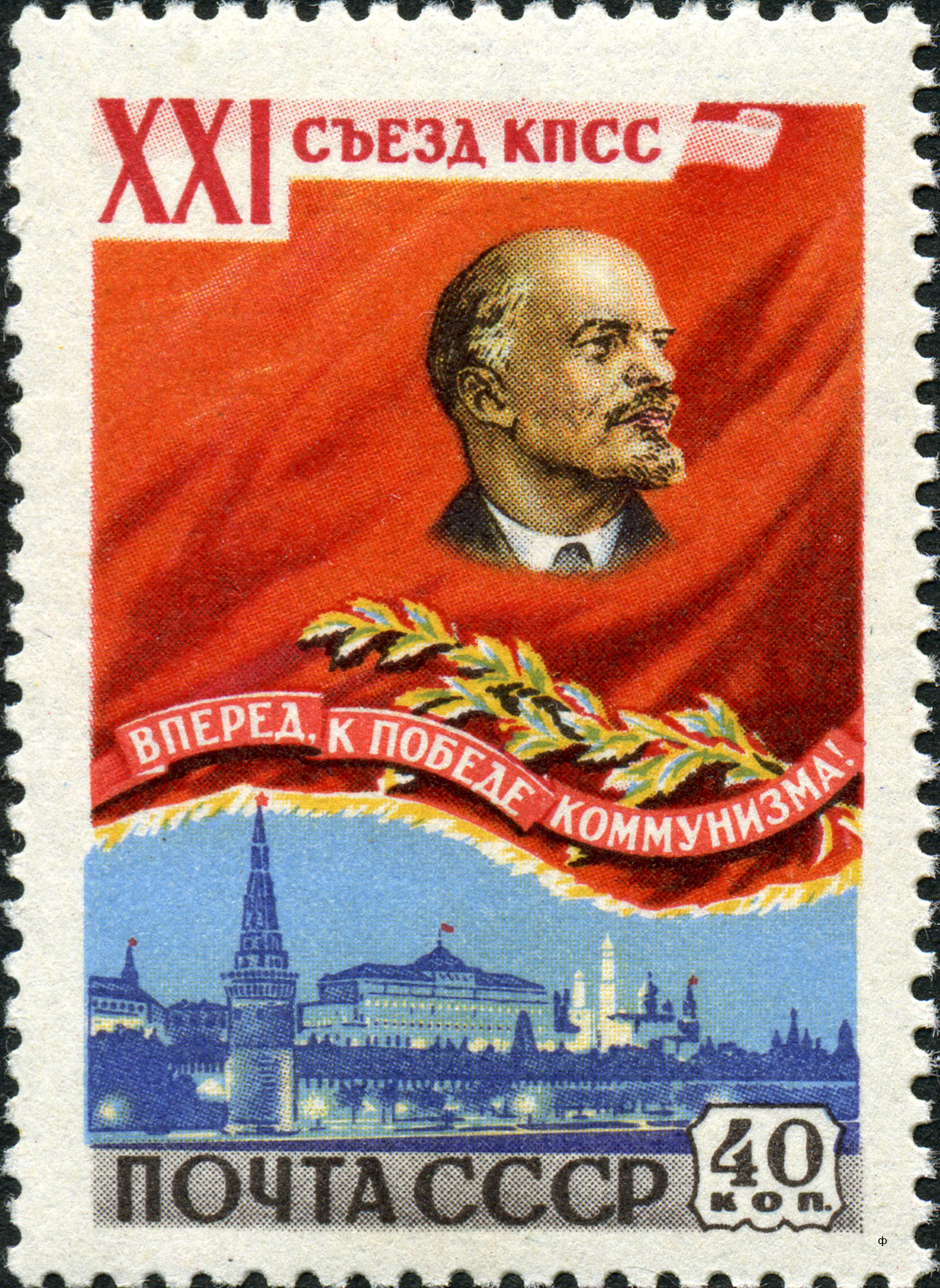
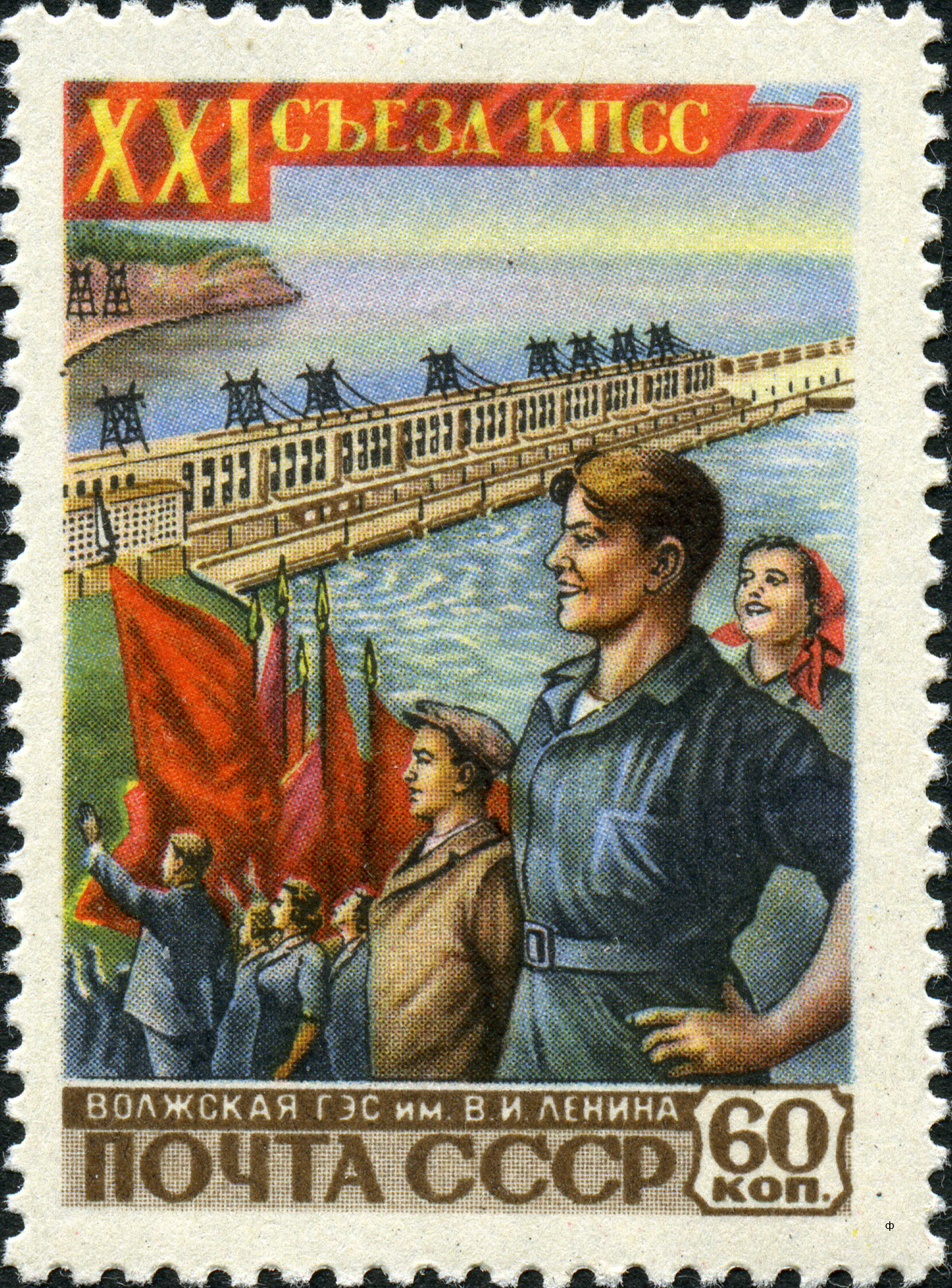
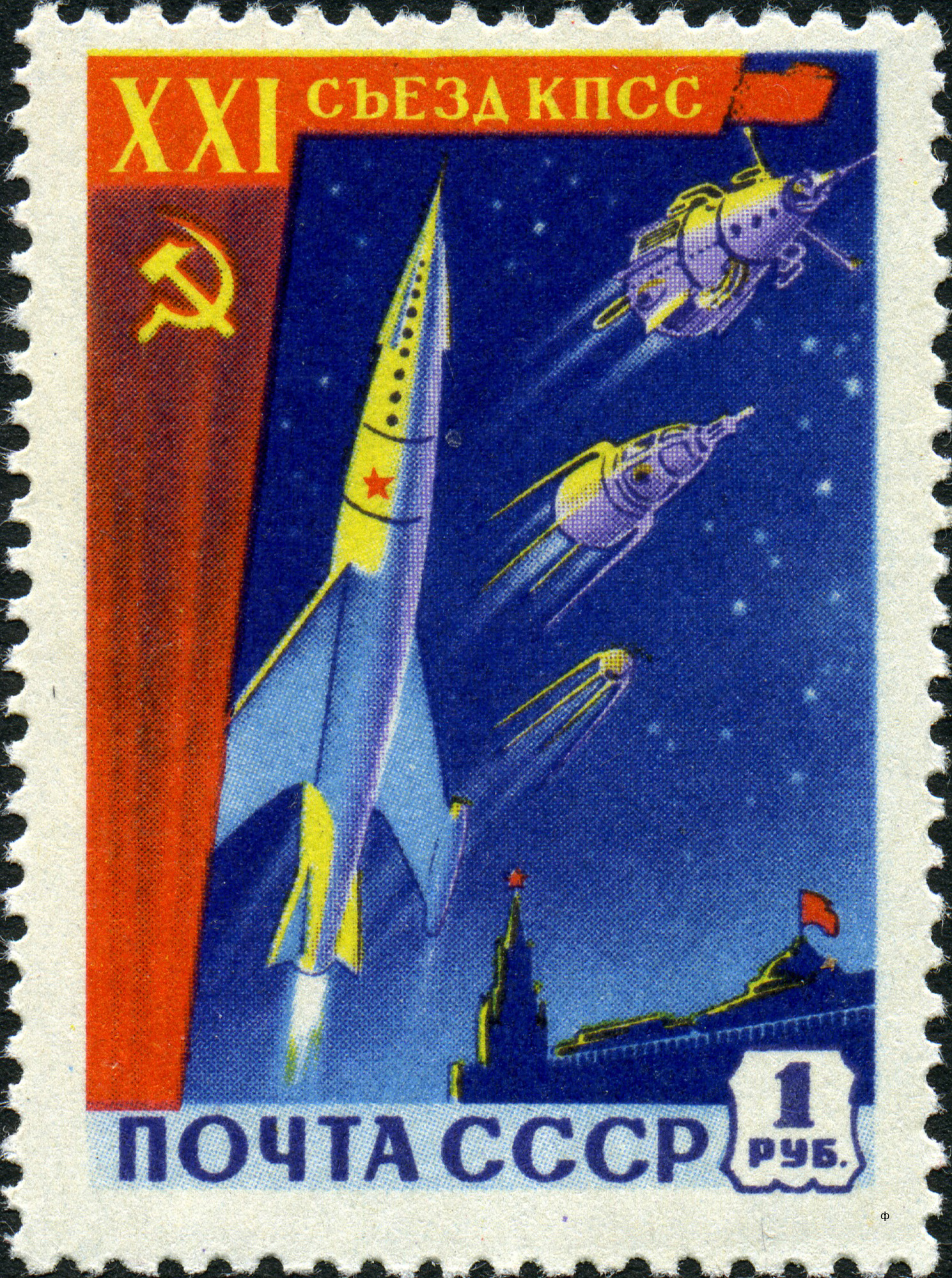